# سلطنة سولك
سلطنة سولك أو سلطنة سولو كانت دولة مسلمة حكمت الجزر في أرخبيل سولو وأجزاء من مينداناو وأجزاء من بالاوان وشمال شرق بورنيو (في الوقت الحاضر إقليم صباح وكالمنتان الشمالية). تم تأسيسها على يد الشريف الهاشمي السيد أبو بكر في سنة 1457 م. وكانت السلطنة جزء من إمبراطورية بروناي حتي استقلالها في 1578 م.
وبسبب وصول القوى الغربية مثل الإسبانية والبريطانية والهولندية والفرنسية والألمانية والأمريكية، تخلى السلطان عن سيادته في 1915 من خلال الاتفاقية التي تم توقيعها مع المستعمر السابق والولايات المتحدة .وفي 1962 الحكومة الفلبينية تحت قيادة الرئيس ديوسدادو ماكاباجالاعترف رسميا باستمرار وجود ملكية سلطنة سولك.

## وصلات خارجية
- الخط الزمني لسلاطين سولو
- Philippine Provincial Government of Sulu - The Official list of Sultans
- The old official website of the Sultanate, with older content
- The new official website of the Sultanate with actual content